# Kołodziejewo
Kołodziejewo is een plaats in het Poolse district  Inowrocławski, woiwodschap Koejavië-Pommeren. De plaats maakt deel uit van de gemeente Janikowo en telt 808 inwoners.

## Verkeer en vervoer
- Station Kołodziejewo